# Ettore Bernardo Rosboch
Ettore Bernardo Rosboch (Torino, 19 aprile 1893 – Roma, 28 agosto 1944) è stato un politico, economista e banchiere italiano.

## Biografia
Sedette alla Camera per due legislature (XXVII, XXVIII). Dal luglio 1928 al luglio 1932 fu sottosegretario al Ministero delle finanze del governo Mussolini.
Diventò poi produttore cinematografico realizzando tra gli altri Mille lire al mese (1939) e Ballo al castello (1939), entrambi diretti da Max Neufeld, che lanciarono Alida Valli.

## Vita privata
Nel 1926 ottenne il riconoscimento della Consulta araldica all'uso dello stemma di famiglia concesso nel Seicento dai Duchi di Savoia e nel 1930 quello di nobiltà antica.
Era sposato con la baronessa "Lili” Jaworski von Wolkenstein (1915 – 1959), una nobile discendente del poeta medievale tedesco Oswald von Wolkenstein. La discendenza prese il doppio cognome Rosboch von Wolkenstein, inclusa la nipote Elisabeth, moglie dal 2014 del principe Amedeo del Belgio, figlio ed erede di Lorenzo d'Austria-Este, arciduca d'Austria, principe del Belgio (capo della Casa d'Austria-Este) e della principessa Astrid del Belgio.